# Маккиссик, Шакил
Шакил О’Нил Маккиссик (англ. Shaquielle O'Neal McKissic; род. 17 августа 1990, Сиэтл, штат Вашингтон, США) — американский и азербайджанский профессиональный баскетболист, играющий на позиции лёгкого форварда и атакующего защитника.

## Карьера
Окончив школу Кентридж в 2009 году, Маккиссик поступил в Колледж северного Айдахо, но 6 июля 2009 года с двумя друзьями был задержан при попытке ограбить дом, провёл три месяца в тюрьме и получил двухлетний условный срок. Вернувшись в штат Вашингтон, он стал играть в колледже Элмондс под руководством Шона Хиггинса, но вынужден был прервать обучение на два года из-за финансовых трудностей. В 2013 году его заметил университет штата Аризона, искавший замену Каррику Феликсу. 
Профессиональную карьеру начал в итальянском клубе «Виктория Либертас» и южнокорейском клубе «Чханвон Эл-Джи Сейкерс».
Сезон 2016/2017 провёл в клубе «Ушак Спортиф», набирая в среднем 15,8 очка, 5,7 подбора, 2,9 передачи и 1,4 перехвата за 33,5 минуты в 26 матчах чемпионата Турции. На европейской арене Маккиссик помог «Ушак Спортифу» занять 6 место в группе по итогам регулярного сезона Лиги чемпионов ФИБА, попутно став MVP 3 тура, а также дойти до 1/4 финала Кубка ФИБА-Европа. В 9 матчах Лиги чемпионов его средняя статистика составила 15,6 очка, 4,6 подбора, 2,4 перехвата и 1,3 передачи за 32,8 минуты.

Сезон 2017/2018 Маккиссик начал в составе «Гран-Канарии», однако покинул клуб из-за разногласий с главным тренером. Шакил был недоволен своим положением в команде и открыто выразил своё отношение к главному тренеру Луису Казимиро, написав на своей странице в Твиттере: 
«Помогите!!! Моя игра в опасности. Я лучше просижу всю оставшуюся жизнь дома, чем буду играть за этого тренера».
В 9 матчах чемпионата Испании набирал в среднем 5,4 очка и делал 1,8 подбора, 1,6 передачи, 1,0 перехвата за 18 минут. В Еврокубке принял участие в 6 матчах, в которых его средняя статистика составила 7,2 очка, 1,7 подбора, 1,0 передачи, 0,5 перехвата за 14,4 минуты.
В декабре 2017 года заключил контракт с «Автодором» до конца сезона 2017/2018. В Единой лиге ВТБ Шакил набирал 8,5 очка, 2,4 подбора и 1,8 передачи в среднем за игру.
В июле 2018 года Маккиссик перешёл в «Газиантеп».
Сезон 2019/2020 Маккиссик начинал в «Бешикташе», но в январе 2020 года покинул клуб из-за задержек зарплаты. В чемпионате Турции Шакил набирал 17,2 очка, 4,2 подбора и 3,0 передачи в среднем за игру.
В феврале 2020 года Маккиссик стал игроком «Олимпиакоса», но «Бешикташ» заявил, что Шакил подписал контракт незаконно. Турецкий клуб настаивает на том, что Маккиссик получил положенные деньги и его соглашение с клубом всё ещё в силе.
В феврале 2021 года «Олимпиакос» продлил контракт с Маккиссиком до 2023 года.

## Сборная Азербайджана
В преддверии Исламиады-2017 Маккиссик получил гражданство Азербайджана, но позже выяснилось, что согласно правилам ФИБА, после оформления гражданства должно пройти не менее года, прежде чем у игрока появится возможность выступать за национальную команду. По этой причине Оргкомитет Игр не позволил заявить Шакила на баскетбольный турнир 3x3. До настоящего времени форвард за сборную так и не дебютировал.

## Достижения
- Серебряный призёр Евролиги: 2022/2023
- Чемпион Греции (3): 2021/2022, 2022/2023, 2024/2025
- Обладатель Кубка Греции (2): 2021/2022, 2022/2023